# ويليام غرينجر بلونت
ويليام غرينجر بلونت (بالإنجليزية: William Grainger Blount)‏ هو محامي وسياسي أمريكي، ولد في 1784 في الولايات المتحدة، وتوفي في 21 مايو 1827 في نفس البلد. حزبياً، نشط في الحزب الجمهوري الديمقراطي. وقد انتخب Tennessee Secretary of State ‏ وانتخب عضو مجلس النواب الأمريكي.